# Una famiglia a tutto gas
Una famiglia a tutto gas (Brotherly Love) è una sitcom statunitense in 40 episodi trasmessi per la prima volta nel corso di 2 stagioni dal 1995 al 1997.

## Trama
La serie è incentrata sulle vicende dei tre fratelli Roman: Joseph "Joe", Matthew "Matt" e Andrew "Andy" (fratelli anche nella realtà e interpretati da Joey Lawrence, Matthew Lawrence e Andrew Lawrence) impegnati ad aiutare la madre Claire nell'impresa di famiglia, un'attività di personalizzazione di automobili.

## Episodi
| Stagione         | Episodi | Prima TV USA | Prima TV Italia |
| ---------------- | ------- | ------------ | --------------- |
| Prima stagione   | 16      | 1995-1996    |                 |
| Seconda stagione | 24      | 1996-1997    |                 |

## Personaggi e interpreti
- Joe Roman (40 episodi, 1995-1997), interpretato da	Joey Lawrence.
- Matt Roman (40 episodi, 1995-1997), interpretato da Matthew Lawrence.
- Andy Roman (40 episodi, 1995-1997), interpretato da Andrew Lawrence.
- Louise Davis (40 episodi, 1995-1997), interpretato da Liz Vassey.
- Lloyd Burwell (40 episodi, 1995-1997), interpretato da	Michael McShane.
- Claire Roman (40 episodi, 1995-1997), interpretata da Melinda Culea.
È la madre di Matt e Andy.
- Kristen (7 episodi, 1997), interpretata da	Rebecca Herbst.
- Se stesso (2 episodi, 1995-1997), interpretato da George Takei.
- Josh (2 episodi, 1995-1996), interpretato da Michael Lowry.
- Ira Stoltzer (2 episodi, 1995), interpretato da Jonathan Charles Kaplan.
- Oberon (2 episodi, 1995), interpretato da Dustin Voigt.
- Doug (2 episodi, 1996-1997), interpretato da Tom Kenny.
- capitano Speedy (2 episodi, 1996), interpretato da	Sid Melton.
- Silent Jim (2 episodi, 1997), interpretato da Karl David-Djerf.
- Leo (2 episodi, 1997), interpretato da	Chuck E. Weiss.
- Julia Gibbs (2 episodi, 1997), interpretata da	Lauren Woodland.

## Produzione
La serie, ideata da Jonathan Schmock e Jim Vallely, fu prodotta da Touchstone Television e Witt/Thomas Productions  Le musiche furono composte da Joey Lawrence (tema: No Matter Where You Are).

## Distribuzione
La serie fu trasmessa negli Stati Uniti dal 1995 al 1997 sulla rete televisiva NBC (1995-1996) e The WB (1996-1997). In Italia è stata trasmessa su RaiUno con il titolo Una famiglia a tutto gas.
Alcune delle uscite internazionali sono state:
- negli Stati Uniti il 16 settembre 1995 (Brotherly Love)
- in Germania il 4 ottobre 1997 (Brüder o Wilde Brüder mit Charme!)
- in Venezuela (Amor faternal)
- in Spagna (Más que hermanos)
- in Italia (Una famiglia a tutto gas)